# Dim. D
Dim. D, né le 26 décembre 1977 à Paris, est un illustrateur et un dessinateur de bande dessinée français. Ses thèmes de prédilection sont la science-fiction et la fantasy.

## Biographie
Dim. D a grandi dans les Hauts-de-Seine. Il est titulaire d'un bac commercial. À l'âge de 18 ans, il participe à un fanzine, Avenir, lui permettant de rencontrer Guy Michel puis Jean-Luc Istin, qui lui propose une collaboration pour lancer la série de science-fiction Aleph. En parallèle, Dim. D exerce comme coloriste sur d'autres ouvrages.
Les travaux graphiques de Dim. D s'inspirent des « peintres hyper réalistes russes du début du XIXe siècle : Kramskoï, Répine… ». Ses domaines de prédilection sont la science-fiction et la fantasy. L'auteur a participé à des séries sur les légendes celtiques, ainsi que sur l'adaptation d'Allan Quatermain et les mines du Roi Salomon.
Dim. D participe, pendant plusieurs années, à des animations scolaires sur le dessin en région parisienne. En 2010, après la catastrophe survenue en Haïti, Dim. D (alors enseignant à l'école de BD Arc-en-ciel à Antony) et Guy Michel (haïtien) organisent l'opération « Des bulles pour Haïti », vente d'originaux à la Galerie du 9e art au profit des sinistrés.

### SérieLe Seigneur d’Ombre
En 2008 paraît le dernier tome du Seigneur d'ombre, sur un scénario de Jean-Luc Istin, chez l'éditeur Soleil. D'après Actua BD, le travail graphique de Dim. D, entièrement informatisé, est « impressionnant » : « Ses paysages et ses scènes gigantesques de batailles entre Orcs et Humains, souvent sur deux pages, sont assez exceptionnels, tant elles fourmillent de détails. Ses personnages sont parfois un peu froids dans leur expression, mais ils sont justes de manière générale ». L'œuvre inspire néanmoins des critiques mitigées. D'après BD Encre, « le trait de Dim.D, dès le départ superbe, a encore acquis de la finesse pour en arriver à ce qu’il est aujourd’hui ».

### La naissance des dieux
Publié en 2017 chez Glénat, l'album La Naissance des Dieux, sur un scénario de Clotilde Bruneau, voit la collaboration entre Dim D. et Federico Santagati. Le dessin de Dim D. attire des critiques positives sur Planète BD.

## Œuvre

### Albums de bande dessinée
- Aleph, scénario de Jean-Luc Istin, Nucléa :

1. L'Énigme du Luna, 2000  (ISBN 2-914235-22-4).
2. Le neuvième Dragon, 2001  (ISBN 2-914235-27-5).
3. L'Ange de lumière, 2001  (ISBN 2-914235-34-8).

- Le Seigneur d'ombre, scénario de Jean-Luc Istin, Soleil Productions :

1. Le Grimoire d'Haleth, 2003  (ISBN 2-84565-413-8)[8].
2. Renaissance, 2004  (ISBN 2-84565-896-6).
3. Les Gardes pourpres, 2005  (ISBN 2-84946-293-4).
4. Une nouvelle ère, 2008  (ISBN 978-2-302-00125-1).

- « La Fontaine de Baranton », scénario de Jean-Charles Gaudin, dans Les Contes de Brocéliande, Soleil Productions, coll. « Soleil Celtic », 2005  (ISBN 2-84946-271-3).
- « Le Dernier des Rothéneuf », scénario de Ronan Le Breton, dans Les Contes du Korrigan, t. 10, Soleil Productions, coll. « Soleil Celtic », 2009  (ISBN 978-2-302-00641-6).
- Allan Quatermain et les mines du Roi Salomon, scénario de Dobbs, Soleil Productions, coll. « 1800 » :

1. L'Équipée sauvage, 2010  (ISBN 978-2-302-01269-1).
2. En territoire hostile, 2012  (ISBN 978-2-302-01820-4).

- Captain Sir Richard Francis Burton t. 1 : Vers les sources du Nil, scénario d'Alex Nikolavitch, Glénat, coll. « Explora », 2012  (ISBN 978-2-7234-8192-2).
- Paris Maléfices, scénario de Jean-Pierre Pécau, Delcourt, coll. « Machination » [9] :

1. La Malédiction de la tour Saint Jacques, 2013  (ISBN 978-2-7560-3579-6).
2. L'Or du millième matin, 2014  (ISBN 978-2-7560-4211-4).
3. Le Petit Homme rouge des Tuileries, 2016  (ISBN 978-2-7560-6582-3).

- La Naissance des Dieux, scénario de Clotilde Bruneau, dessin avec Federico Santagati, Glénat, coll. « La Sagesse des mythes », 2017  (ISBN 978-2-344-00163-9).
- Jour J t. 35 : Les Fantômes d'Hispaniola, scénario de Fred Blanchard, Delcourt, coll. « Neopolis », 2018  (ISBN 978-2-413-01300-6).